# Hard Truths
Hard Truths är en dramakomedifilm från 2024 skriven och regisserad av Mike Leigh, med Marianne Jean-Baptiste, Michele Austin och David Webber i huvudrollerna. Handlingen utspelar sig i London och följer en deprimerad och avvisande kvinna (Jean-Baptiste) i hennes svåra situation och förhållandet med hennes lättsamma syster Chantelle (Austin).
Filmen hade biopremiär i Sverige den 11 april 2025, utgiven av Nonstop Entertainment.

## Rollista
- Marianne Jean-Baptiste – Pansy Deacon
- Michele Austin – Chantelle Montgomery
- David Webber – Curtley Deacon
- Tuwaine Barrett – Moses Deacon
- Ani Nelson – Kayla
- Sophia Brown – Aleisha
- Jonathan Livingstone – Virgil
- Samantha Spiro – Nicole[5]